# Panstrongylus hispaniolae
Panstrongylus hispaniolae es una especie de insecto fósil perteneciente a la subfamilia Triatominae de la familia Reduviidae, descripta por el paleontólogo George O. Poinar Hijo. La preservación excepcional de este ejemplar se debe a que fue hallado en un trozo de ámbar (ver Preservación del ejemplar). Los triatominos vivos, conocidos como vinchucas,  son insectos hematófagos responsables de la transmisión de la enfermedad de Chagas.
Los caracteres diagnósticos, es decir, aquellos que distinguen de Panstrongylus hispaniolae de otras especies del género Panstrongylus, incluyen un cuerpo de color ferruginoso casi uniforme, proyecciones anterolaterales alargadas y tubérculos discales y laterales prominentes en el pronoto, una serie de dentículos pares en los vértices internos de todos los fémures y la venación única de los hemiélitros.

## Tafonomía (preservación del ejemplar)
Esta especie fue descripta a partir de un único ejemplar con excelente preservación. Los insectos, por carecer de esqueleto mineralizado, presentan una baja probabilidad de fosilizarse y pasar a formar parte del registro paleontológico. El ejemplar fue preservado en ámbar dominicano, que aflora en territorio de la República Dominicana, un tipo de yacimiento excepcional conocido por el término alemán Fossillagerstätte, o su uso en otros idiomas, lagerstätte. La calidad de la preservación se debe a que fueron preservados en ámbar, que es el resultado de la petrificación (diagénesis) de resinas de árboles en las que quedaron atrapados numerosos restos de organismos mientras estaban vivos.

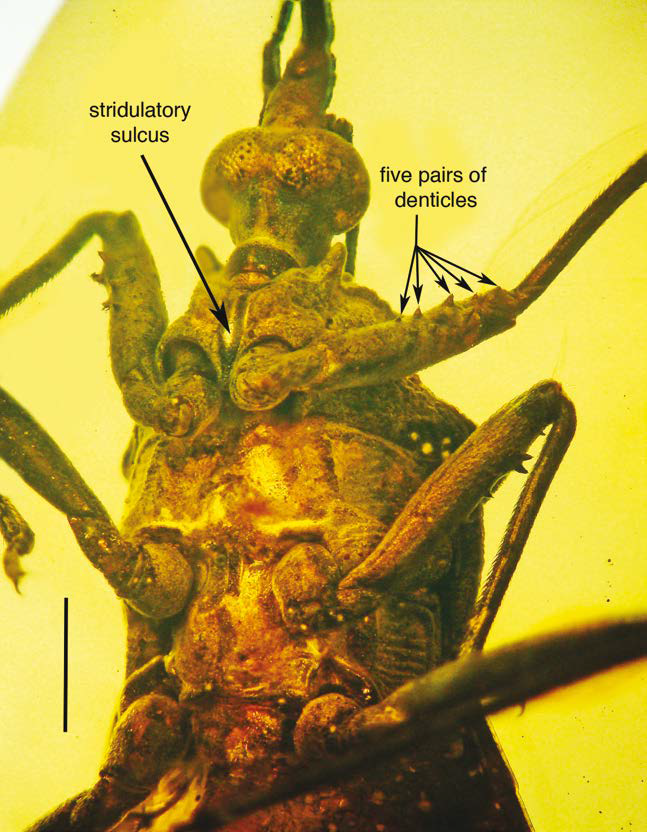
Vista ventral de Panstrongylus hispaniolae. La escala mide 1,8 mm

El espécimen fue hallado en un bloque de ámbar de forma rectangular de 50 mm de largo, 18 mm de ancho y 16 mm de espesor. El espécimen está casi completo, excepto que faltan el segmento apical del rostro y los dos últimos segmentos de la antena derecha. Las puntas de las uniones fémur-tibia de dos segmentos están ligeramente erosionados. La antigüedad de los depósitos sedimentarios que contienen el ámbar es en parte incierta, debido a que estas piezas se encuentran en estratos que se formaron a partir de la erosión de depósitos anteriores. Se han propuesto dos antigüedades: entre 20 y 15 millones de años en estudios basados en foraminíferos; y entre 45 y 30 millones de años en estudios basados en cocolitos. Ambas hipótesis ubican a estos restos en antigüedades entre el Neógeno y el Paleógeno. El espécimen contiene tripanosomas flagelados en torno al final de su tubo digestivo, similares a los epimastigotes del género Blastocrithidia.

## Etimología
El epíteto específico es decir, "hispaniolae", hace referencia a que el fósil fue encontrado en la isla La Española, que en latín y francés se escribe Hispaniola.